# PureOS
PureOS – darmowa dystrybucja Linuksa o otwartym kodzie źródłowym wydawana w trybie rolling release. Jest oparta na Debianie i działa na środowisku graficznym GNOME lub KDE Plasma 5. Jest utrzymywana przez amerykańską korporację Purism w celu jej stosowania w ich komputerach Librem i smartfonie Librem 5. Domyślną przeglądarką internetową dla tego systemu jest Purebrowser.
PureOS znalazł się na liście dystrybucji Linuksa uznanych przez Free Software Foundation za całkowicie wolne.